# Solanum macbridei
Solanum macbridei là loài thực vật có hoa trong họ Cà. Loài này được Hunz. & Lallana miêu tả khoa học đầu tiên năm 1981.